# Всероссийский научно-исследовательский институт масличных культур им. В. С. Пустовойта
Федеральное государственное бюджетное научное учреждение «Федеральный научный центр «Всероссийский научно-исследовательский институт масличных культур имени В. С. Пустовойта» (ФГБНУ ФНЦ ВНИИМК) — ведущий российский федеральный научный центр в области селекции и семеноводства масличных и эфиромасличных культур. Институт расположен в городе Краснодаре и подчинён Министерству сельского хозяйства Российской Федерации.

## История
История ВНИИМК начинается в 1912 году с момента организации опытно-селекционного поля «Круглик» при Кубанской войсковой сельскохозяйственной школе. Это было одно из первых на Кубани опытных учреждений по полевым культурам. Управляющим опытным полем стал молодой инициативный агроном и преподаватель казачьей школы Василий Степанович Пустовойт, впоследствии всемирно известный селекционер, дважды Герой Социалистического Труда, лауреат Ленинской и Государственной премий, Заслуженный деятель науки РСФСР, доктор сельскохозяйственных наук, член Академии наук СССР и ВАСХНИЛ. 
В 1924 году опытное поле преобразовали в опытную станцию по масличным культурам, на базе которой в 1932 году был организован Всесоюзный НИИ масличных культур.

## Направления деятельности
1. Изучение генетики, биохимии, иммунитета у масличных и эфиромасличных культур.
2. Создание качественно новых устойчивых к болезням гибридов и сортов интенсивного типа с разным целевым использованием (сырье для пищевой, парфюмерной и фармацевтической промышленности), приспособленных к возделыванию в разных почвенно-климатических зонах.
3. Совершенствование системы семеноводства и производства семян высших репродукций для сортообновления.
4. Разработка стандартов на сортовые и посевные качества семян масличных культур.
5. Создание и усовершенствование адаптивных, энергосберегающих, природоохранных и почвозащитных зональных агротехнологий.
6. Разработка методов анализа и аналитических приборов для исследования характеристик и компонентного состава семян масличных культур, продуктов их переработки, других веществ и материалов.
7. Конструирование посевных машин, уборочной техники и техники для послеуборочной доработки семян, разработка и создание системы перспективных типовых машинных технологий для комплексной механизации отрасли масличных культур, а также принципиально новых конкурентоспособных машинных технологий, малогабаритной техники для механизации работ по селекции и первичному семеноводству.

## Направления научных исследований
- Поиск, мобилизация и сохранение генетических ресурсов культурных растений и их диких родичей в целях изучения, сохранения и использования биоразнообразия форм культурных растений.
- Фундаментальные основы управления селекционным процессом создания новых генотипов растений с высокими хозяйственно ценными признаками продуктивности, устойчивости к био- и абиострессорам.
- Теория и принципы разработки и формирования технологий возделывания экономически значимых сельскохозяйственных культур в целях конструирования высокопродуктивных агрофитоценозов и агроэкосистем.
- Молекулярно-биологические и нанотехнологические основы разработки биологических и химических средств защиты растений нового поколения в целях эффективного и безопасного их использования в интегрированных системах защиты растений.
- Современная экономическая теория и принципы развития агропромышленного комплекса страны в условиях глобализации и интеграционных процессов в мировой экономике.

## Структура
- Отдел биологических исследований воссоздан в ФГБНУ ФНЦ ВНИИМК в сентябре 2019 года для интенсификации фундаментальных и прикладных научных исследований с масличными культурами. В его состав входят: лаборатория иммунитета, лаборатория биохимии, лаборатория молекулярно-генетических исследований, лаборатория белка[3]. Заведующий отделом — Демурин Яков Николаевич, доктор биологических наук, профессор.
- Отдел селекции и первичного семеноводства подсолнечника. В состав отдела входят: лаборатория селекции гибридного подсолнечника, лаборатория селекции сортов подсолнечника, лаборатория генетики, лаборатория первичного семеноводства гибридного подсолнечника. Заведующий отделом — Хатнянский Владимир Иванович, кандидат сельскохозяйственных наук.
- Отдел сои, созданный в 1977 году, является комплексным научным подразделением, включающим в себя лабораторию селекции и семеноводства сои и лабораторию селекции льна масличного[4]. Заведующий отделом сои — Зеленцов Сергей Викторович, доктор сельскохозяйственных наук, член — корреспондент РАН.
- Отдел селекции рапса и горчицы создан в апреле 2002 года. В его состав входят три лаборатории — селекции сортов рапса, селекции гибридов рапса и селекции горчицы. Основными направлениями работы отдела являются селекция и первичное семеноводство озимого и ярового рапса, озимой и яровой сурепицы, озимого и ярового рыжика, озимой и яровой горчицы сарептской, горчицы белой и горчицы черной[5]. Заведующая отделом — Горлова Людмила Анатольевна, кандидат биологических наук.
- Агротехнологический отдел (с 1932 по 2014 год — отдел земледелия) является комплексным научным подразделением, которое состоит из четырех лабораторий — агротехники, агрохимии, биометода, защиты растений. В настоящие время агротехнологический отдел решает задачи по разработке: сортовых агротехник возделывания и агроэкологических паспортов новых сортов, гибридов и родительских форм гибридов подсолнечника и других масличных культур; приемов эффективного применения макро- и микроудобрений при выращивании масличных культур; испытании новых удобрений и регуляторов роста растений на масличных культурах[6]. Заведующий отделом —Тишков Николай Михайлович, доктор сельскохозяйственных наук.
- Фитотронно-тепличный комплекс проводит большой объем работ по оценке селекционного материала на устойчивость к основным патогенам, грунтконтроль родительских форм, получение экспериментальных гибридных комбинаций, ускоренное создание ЦМС-аналогов и аналогов линий с новым составом жирных кислот, токоферолов и других биохимических компонентов в масле[7]. Инициатива создания фитотрона принадлежала академику Василию Степановичу Пустовойту. Большой вклад в реализацию проекта и освоение комплекса внесли В. И. Клюка и И. И. Ветер[7]. Заведующий ФТК — Ветер Иван Иванович, кандидат сельскохозяйственных наук.
- Лаборатория экономики ведет разработку организационно-экономических мер по повышению эффективности и конкурентоспособности возделывания масличных культур, осуществляет экономический анализ состояния производства масличного сырья в различных регионах России в современных условиях с целью подготовки предложений по увеличению объемов производства с учетом рационального размещения и концентрации посевов, совместно с научными подразделениями учреждения проводит работу по оценке экономической эффективности новых ресурсосберегающих технологических приемов возделывания культур масличной группы[8]. Заведующий лабораторией экономики — Кривошлыков Константин Михайлович, кандидат экономических наук.
- Отдел механизации. Архивировано 27 июля 2020 года. создан в 1932 году. В настоящее время отдел механизации решает задачи по созданию приспособления третьего поколения для уборки подсолнечника; занимается разработкой технологии подготовки семян на базе новых машин и комплексов и созданием машин для механизации работ в селекции и семеноводстве[9]. Заведующий отделом механизации — Шафоростов Василий Дмитриевич.
- Отдел физических методов исследований проводит разработку методов и приборов неразрушающего контроля показателей качества семян масличных культур и продуктов их переработки, а также средств их метрологического обеспечения. В настоящее время в отделе проводятся исследования по разработке экспрессных аппаратурных методов определения содержания белка в сельскохозяйственных материалах и продовольственном сырье, а также средств приборной реализации этих методов[10]. Заведующий отделом физических методов исследований — Прудников Сергей Михайлович, доктор технических наук, профессор.
- Сектор координации НИР создан в начале 90-х годов прошлого столетия. В состав сектора входят: группа по планированию и координации НИР, патентная группа, редактор, переводчик, научно-техническая библиотека, аспирантура, машинописное бюро, художник, специалист по компьютерам, контент-менеджер[11]. Заведующий сектором координации НИР —Захарова Мария Владимировна, ученый секретарь, кандидат биологических наук.

### Региональная опытная сеть ВНИИМК
- Донская опытная станция имени Л. А. Жданова (ДОС — филиал ФГБНУ ФНЦ ВНИИМК) — Ростовская область, Азовский район — Руководитель — Горбаченко Олег Федорович, доктор сельскохозяйственных наук.
- Сибирская опытная станция (ФГБНУ СОС ВНИИМК) — Омская область, г. Исилькуль — Руководитель — Лошкомойников Иван Анатольевич, доктор сельскохозяйственных наук.
- Армавирская опытная станция (ФГБНУ АОС ВНИИМК) — Краснодарский край, г. Армавир — Руководитель — Зайцев Николай Иванович, доктор сельскохозяйственных наук.[12]
- Вознесенский филиал ФГБНУ ВНИИМК — Краснодарский край, Лабинский район — Руководитель — Шуваева Татьяна Павловна.[13]
- Опытно-семеноводческое хозяйство «Березанское» — Краснодарский край, Кореновский район — Руководитель — Близнюк Александр Петрович.[14]
- Липецкий научно-исследовательский институт рапса  ( ЛНИИР - филиал ФГБНУ ФНЦ ВНИИМК) — г. Липецк — Руководитель — Паспеков Денис Иванович[15]
- Опытно-семеноводческое хозяйство «Урупское» (ОСХ «Урупское» – филиал ФГБНУ ФНЦ ВНИИМК) — Краснодарский край, Новокубанский муниципальный район — Руководитель — Мурашкин Анатолий Иванович[16]

При институте имеется аспирантура. Заведующая аспирантурой ФГБНУ ФНЦ ВНИИМК — Шаповалова Любовь Геннадиевна, кандидат сельскохозяйственных наук.
Направление подготовки:
- 35.06.01 — Сельское хозяйство

Направленности (профили) подготовки:
- 06.01.01 — Общее земледелие, растениеводство
- 06.01.04 — Агрохимия
- 06.01.05 — Селекция и семеноводство сельскохозяйственных растений
- 06.01.07 — Защита растений